# RAF-8
RAF-8 a fost un microbuz produs de RAF între 1958 și 1961. Vehiculul a fost succesorul microbuzului RAF-10 și a fost considerat o modernizare față de predecesorul său. Aproximativ 39.000 de unități ale vehiculului au fost produse și vândute în Uniunea Sovietică și în Europa de Est și a fost destul de popular. Șasiul său a fost folosit și pentru autoutilitara UAZ-452. De data aceasta caroseria a fost creată de RAF în loc să folosească una Volkswagen. Vehiculul a fost modernizat ulterior ca microbuz RAF-977.

## Istoric
Era în mare parte clar că RAF-10 urma să fie întrerupt, deoarece RAF se temea că Volkswagen ar putea afla că au folosit caroseria Transporterului fără licență, așa că câteva luni mai târziu, vehiculul a fost întrerupt cu aproximativ 15.000 de unități vândute. Un înlocuitor numit RAF-8 a ajuns în curând la public, era mai scurt decât predecesorul său, dar era mai eficient din punct de vedere al consumului de combustibil și nu împărțea nicio parte cu niciun vehicul Volkswagen.
În primele luni de la lansare, au fost produse și vândute în jur de 35 de unități, a fost programată și versiunea camionetei de marfă, dar a fost anulată. Microbuzul a fost în general destul de popular în Uniunea Sovietică. În afară de design, vehiculul avea motoare modernizate și se baza pe construcția monocorp în loc să împartă șasiul său cu orice vehicul de pasageri. Vehiculul a fost modernizat în cele din urmă ca RAF-977, care a fost mai popular.